# 澤野雅彦
澤野 雅彦（さわの まさひこ、1951年10月1日 - ）は、日本の経営学者。北海学園大学元教授。学位は、経済学博士（京都大学）。専攻は人事管理論・労務管理論・経営人類学。特に企業の中の人間行動に関する人類学的研究。

## 略歴
石川県金沢市生まれ。1970年（昭和45年） 金沢大学教育学部付属高等学校卒業、1974年（昭和49年）和歌山大学経済学部卒業、1979年（昭和54年）大阪大学大学院経済学研究科博士課程中退。富山大学経済学部助手、同経済学部講師、同経済学部助教授、1994年（平成6年）、英国暁星国際大学国際学部上級講師、同教授、1998年（平成10年）九州国際大学経済学部教授。2003年京都大学より博士（経済学）の学位を取得。2005年（平成17年）北海学園大学経営学部教授・同大学院経営学研究科教授。2020年北海学園大学定年退職。経営学部経営学科非常勤講師。
高岡短期大学、七尾短期大学、富山国際大学、福井大学、釧路公立大学、北九州市立大学、札幌国際大学の非常勤講師も務めた。

## 専門
人事管理論・労務管理論・経営人類学。特に企業の中の人間行動に関する人類学的研究。さらにスポーツと経営の関係についても研究。経営学部では経営学原理、演習、特別講義（スポーツと企業）を担当、札幌国際大学では非常勤講師としてスポーツ産業論、スポーツ経営学を担当。

## 主著
- 『変容する経営学の知』（共著、千倉書房、1995年）
- 『経営人類学ことはじめ』（共著、東方出版、1997年）
- 『現代日本企業の人事戦略―21世紀のヒトと組織を考える』（千倉書房、2001年）
- 『企業スポーツの栄光と挫折』（青弓社、2005年）
- 『経営哲学の実践』（共著、文眞堂、2008年）
- 『会社神話の経営人類学』（共著、東方出版、2012年）